# Enes aruensis
Enes aruensis là một loài bọ cánh cứng trong họ Cerambycidae.